# Chiappino Orsini

Stemma Orsini di Pitigliano.

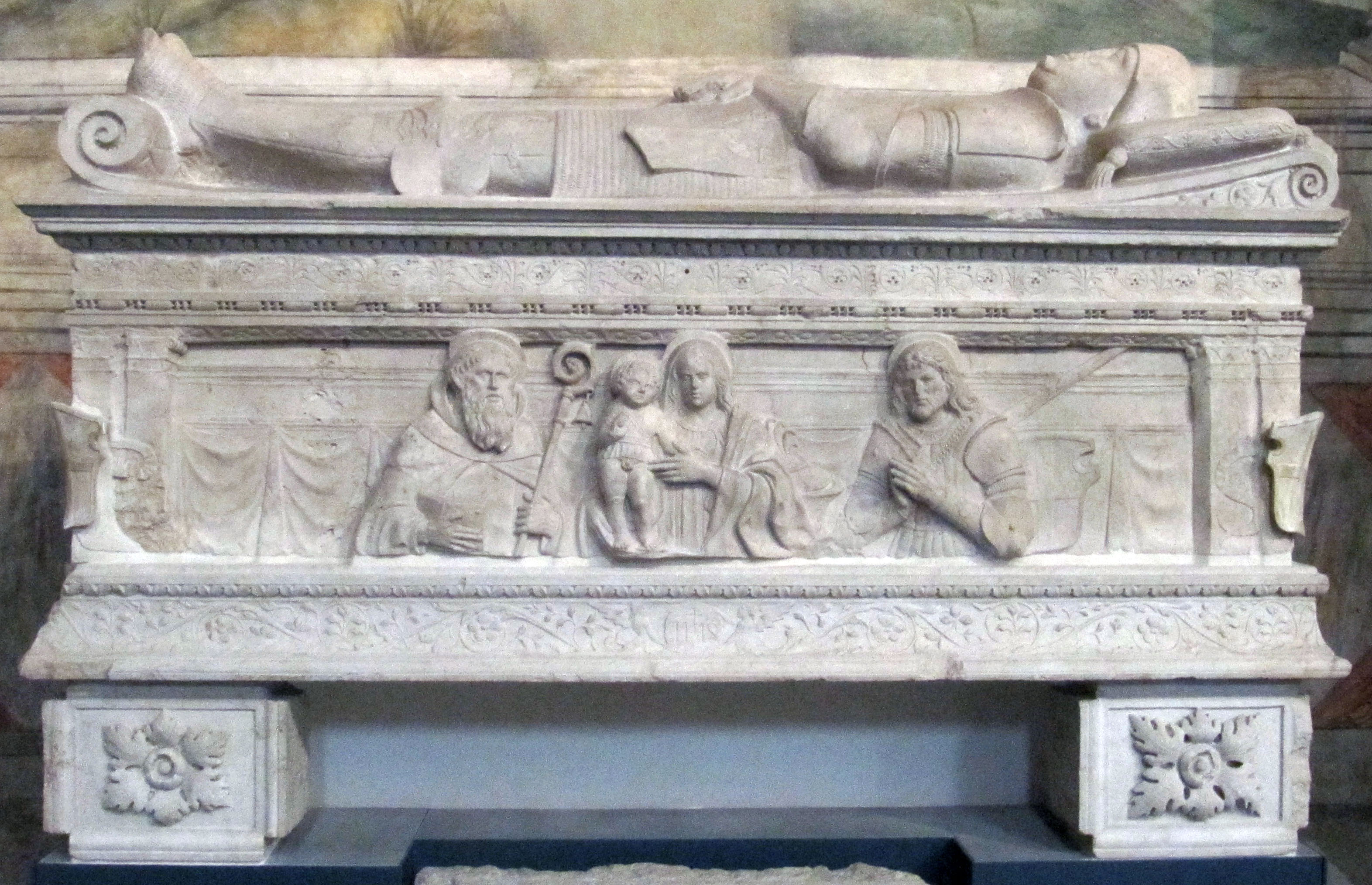
Monumento funebre di Nicolò Orsini, nel quale fu sepolto Chiappino.

Chiappino Orsini (Ghedi, ... – Marignano, 14 settembre 1515) è stato un condottiero italiano, signore di Montevitozzo.

## Biografia
Era figlio del famoso condottiero Nicolò Orsini, conte di Pitigliano e della sua seconda moglie Guglielmina. Fu infeudato dal padre della signoria di Montevitozzo.
Ebbe come tutore Leonardo Becci da San Gimignano, noto come Leonardo Aristeo. Promesso sposo a Camilla di Battista di Leonardo Martinengo, si unì invece in matrimonio a Alfonsina (Anfrosina) Mauruzi da Tolentino, figlia di Lancellotto di Cristoforo di Niccolò da Tolentino e di Laura di Francesco Brandolini conte di Valmareno, da cui non ebbe discendenza.
Nel 1510 fu al servizio della Repubblica di Venezia e nel 1513 partecipò alla battaglia de La Motta, sfuggendo alla cattura e riparandosi a Padova. Il 13 settembre 1515 partecipò alla battaglia di Marignano, nella quale rimase ucciso combattendo al fianco di Bartolomeo d'Alviano contro gli svizzeri. Venne quindi sepolto dal padre all’interno del monumento funebre di Nicolò Orsini a Ghedi.